# Álvaro Perlo
Álvaro Perlo (n. 11 de agosto de 1994, Pilar, Provincia de Buenos Aires) es un piloto argentino de automovilismo de velocidad. De trayectoria incipiente, inició sus actividades compitiendo en diferentes categorías de monoplazas, destacándose en la Fórmula 4 Argentina y la Fórmula Metropolitana entre otras. En el año 2012 debutaría con automóviles de Turismo, al subirse a un Dodge Cherokee de la divisional TC Pista Mouras de la Asociación Corredores de Turismo Carretera, con la particularidad de haber ganado en su carrera de debut. Desde el año 2014 compite en la divisional TC Mouras, donde continua representando a la marca Dodge. 
Entre sus relaciones personales, es el hermano menor del también piloto Gonzalo Perlo, excampeón de la extinta divisional Top Race Junior en el año 2008 y con quien fundara su propio equipo de competición en el año 2014.

## Biografía
Nacido en el seno de una familia identificada con el automovilismo, Álvaro Perlo es hijo del expiloto Daniel Perlo, quien compitiera entre los años 1985 y 1992, por tal motivo, tanto él como su hermano mayor Gonzalo, seguirían la tradición familiar, llegando Gonzalo a consagrarse campeón en el año 2008 de la categoría Top Race Junior. Precisamente, en el mismo año en que su hermano se consagraba campeón, Álvaro daba sus primeros pasos en automovilismo, al iniciar sus primeras pruebas de karting en el kartódromo de la ciudad de Zárate. Tras haber cumplido con las pruebas de suficiencia, se prepararía para encarar su debut en la especialidad, haciendo su estreno en la Copa Rotax Max en el año 2009, compitiendo con un kart del equipo oficial CRG. Tras su paso por esta divisional, en el año 2010 ascendería al pasarse a competir a la categoría Súper Sudam de este mismo torneo y promediando el año volvería a cambiar de aires al debutar en el Campeonato Argentino de ProKart, con atención del equipo Lenzo Kart, con el que demostraría un buen potencial desde el inicio. Sin embargo, a pesar de su buen desempeño en las primeras tres fechas, su campaña se vería perjudicada debido a una serie de exclusiones por motivos poco claros, lo que comenzaría a abrir en su mente la idea de expandir sus horizontes hacia el automovilismo profesional. De esta manera, le llegaría un ofrecimiento por parte del preparador Darío Gargiulo para probar examen sobre un monoposto de la categoría Formula 4 Argentina. Fue así que, tras cumplir los 16 años y superar con éxito las pruebas de suficiencia, finalmente llegaría el debut el 19 de septiembre de 2010 en una competencia válida por la 10 fecha del campeonato de la Fórmula Metropolitana. En esta categoría, daría sus primeros pasos como piloto profesional, compitiendo en las tres últimas fechas del calendario 2010.
En el año 2011, la apuesta vuelve a ser en la Fórmula Metropolitana, siempre bajo la estructura de la Scuderia DG de Darío Gargiulo. En esta oportunidad, Perlo mecharía su participación con dos incursiones especiales, al desarrollar una fecha en la Fórmula Renault Plus y otra en la Fórmula Pampeana. Precisamente, en esta última es que conseguiría acaparar su primer podio en su carrera profesional, al arribar 3º en la tercera fecha del campeonato de esta categoría, corrida en el Autódromo de Olavarría. Finalmente, en esta temporada combinaría buenos con malos resultados, terminando el campeonato en la 10.ª colocación.
Tras un año con altibajos, el 2012 sería un año muy especial para Perlo, ya que el mismo traería importantes novedades en su carrera deportiva. La temporada la iniciaría nuevamente en la Fórmula Metropolitana, pero con la novedad de su incorporación a la escuadra Tati Race Team, dirigida por Rodolfo "Tati" Urriticoechea. En esta temporada y bajo esta nueva estructura, llegarían las primeras grandes alegrías para el joven pilarense, con la obtención de sus dos únicas victorias logradas durante su paso por esta divisional. La primera de ellas, la obtendría en el Autódromo de Olavarría, durante el desarrollo de la 5 fecha del torneo, mientras que su segundo triunfo, lo conseguiría en el Autódromo de La Plata, en la competencia válida por la 7ª fecha del campeonato.
Pero lo que terminó de coronar un gran año para Perlo fue su debut en una categoría de turismos, cuando tras cumplir con nuevos exámenes de suficiencia, anunciaría su debut con miras a la 10.ª fecha del campeonato del TC Pista Mouras. La cita fue el 10 de septiembre de 2012, en el Autódromo Roberto Mouras, donde al comando de una unidad Dodge Cherokee del equipo Taco Competición, Perlo tendría un debut soñado en esta categoría, ya que no sólo dominaría las sesiones clasificatorias del día sábado, sino que además se alzaría con el triunfo en la serie y en la competencia final, entrando de esta forma a la historia de la divisional, como un nuevo piloto que ganara en el día de su debut. Tras estos grandes resultados, Perlo recibiría una oferta para realizar pruebas en Inglaterra, al comando de un Fórmula Ford, motivo por el cual abriría un paréntesis en su carrera a nivel nacional, para encarar este desafío. Una vez finalizadas estas pruebas, volvería a su país para cerrar el año en los dos torneos que estaba compitiendo. En su despedida de la Fórmula Metropoltana culminaría la temporada en la 4ª colocación del torneo, mientras que en el TC Pista Mouras, tras haber debutado con victoria, finalmente cerraría el año en la 24ª ubicación.

## Trayectoria
| Año       | Categoría                                          | Marca          |
| --------- | -------------------------------------------------- | -------------- |
| 2008-2010 | Piloto de karts                                    | Karting        |
| 2010      | Debut en Fórmula Renault Metropolitana, 3 carreras | Crespi-Renault |
| 2011      | Fórmula Renault Plus, 1 carrera                    | Crespi-Renault |
| 2011      | Debut en Fórmula Renault Metropolitana             | Crespi-Renault |
| 2012      | Fórmula Renault Metropolitana                      | Crespi-Renault |
| 2012      | Debut en TC Pista Mouras, 3 carreras               | Dodge Cherokee |
| 2013      | TC Pista Mouras                                    | Dodge Cherokee |
| 2013      | Fórmula Renault Metropolitana, 1 carrera           | Crespi-Renault |
| 2014      | Debut en TC Mouras                                 | Dodge Cherokee |
| 2015      | TC Mouras                                          | Dodge Cherokee |
| 2016      | Debut en Top Race Series                           | Fiat Linea     |

### Resultados completos TC Pista Mouras
| Año  | Equipo           | Automóvil      | Fechas | Fechas | Fechas | Fechas | Fechas | Fechas | Fechas | Fechas | Fechas | Fechas | Fechas | Fechas | Fechas | Fechas | Posición final     |
| Año  | Equipo           | Automóvil      | 01     | 02     | 03     | 04     | 05     | 06     | 07     | 08     | 09     | 10     | 11     | 12     | 13     | 14     | Posición final     |
| ---- | ---------------- | -------------- | ------ | ------ | ------ | ------ | ------ | ------ | ------ | ------ | ------ | ------ | ------ | ------ | ------ | ------ | ------------------ |
| 2012 | Taco Competición | Dodge Cherokee | LP1    | LP2    | 9J1    | LP3    | LP4    | OL1    | LP5    | LP6    | 9J2    | LP7    | 9J3    | LP8    | LP9    | LP10   | 24 (41.50 puntos)  |
| 2012 | Taco Competición | Dodge Cherokee | -      | -      | -      | -      | -      | -      | -      | -      | -      | 1º     | 16     | -      | -      | 4º     | 24 (41.50 puntos)  |
| 2013 | Taco Competición | Dodge Cherokee | LP1    | LP2    | 9J1    | LP3    | LP4    | OLA    | LP5    | LP6    | 9J2    | LP7    | 9J3    | LP8    | LP9    | LP10   | 4º (398.00 puntos) |
| 2013 | Taco Competición | Dodge Cherokee | 3º     | 28     | 19     | 1º     | 2º     | 2º     | 9º     | 6º     | 20     | 2º     | 11     | 3º     | 2º     | 23     | 4º (398.00 puntos) |

### Resultados completos TC Mouras
| Año  | Equipo           | Automóvil      | Fechas | Fechas | Fechas | Fechas | Fechas | Fechas | Fechas | Fechas | Fechas | Fechas | Fechas | Fechas | Fechas | Fechas | Posición final     |
| ---- | ---------------- | -------------- | ------ | ------ | ------ | ------ | ------ | ------ | ------ | ------ | ------ | ------ | ------ | ------ | ------ | ------ | ------------------ |
| 2014 | Taco Competición | Dodge Cherokee | 01     | 02     | 03     | 04     | 05     | 06     | 07     | 08     | 09     | 10     | 11     | 12     | 13     | 14     | 11 (429.75 puntos) |
| 2014 | Taco Competición | Dodge Cherokee | 16     | 23     | S      | 7º     | 5º     |        |        |        |        |        |        |        |        |        | 11 (429.75 puntos) |
| 2014 | Perlo Motorsport | Dodge Cherokee |        |        |        |        |        | 7º     | 12     | 19     | 19     | 4º     | 4º     | 6º     | 16     | 7º     | 11 (429.75 puntos) |
| 2015 | Perlo Motorsport | Dodge Cherokee | 01     | 02     | 03     | 04     | 05     | 06     | 07     | 08     | 09     | 10     | 11     | 12     | 13     | 14     | 9º (423.75 puntos) |
| 2015 | Perlo Motorsport | Dodge Cherokee | 3°     | 23     | 3°     | 19     | 5º     | 14     | 22     | 7º     | 15     | 4º     | 6º     | 4º     | 8º     | 21     | 9º (423.75 puntos) |

(S): No corrió por cumplir fecha de suspensión.
- [19]